# Marcelo Toscano
Marcelo Toscano (født 12. maj 1985) er en brasiliansk fodboldspiller.